# شرف
الشرف هو صفة تقيم مستوى الفرد في المجتمع، ومدى ثقة الناس به بناء على أفعاله وتصرفاته، وأحيانا نسبه، وفي تلك الحالة تصف مدى النبل الذي يتمتع به الفرد اجتماعيا.
أو هو أن تدافع عن حق المستضعفين اقتصاديا
أو اجتماعيا أو جنسيا أو عقائديا أو سياسيا أو عرقيا، وأن تكون صادقا في هذا الدفاع إيمانا منك بحق الجميع في الحياة الكريمة والحرة والعادلة.
عندما: لا تستقو على من هم أضعف منك اقتصاديا أو اجتماعيا أو جنسيا أو عقائديا أو لا عقائديا أو سياسيا أو عرقيا.
كما يعد الشرف من الأخلاق الحميدة، كما يستدل به على نقاء السريرة والأمانة المادية والأخلاقية، وأيضاً البعد عن الأفعال الآثمة أو التي يجرمها المجتمع، كالسرقة والاغتصاب والقتل والسلب والنهب، وإن كانت تختلف من مجتمع لآخر ومن ثقافة إلى أخرى.
كما تمنح بعض الجامعات والمعاهد درجات علمية شرفية لشخص ما، نتيجة لإنجازات هذا الشخص الكبيرة في مجال تلك الدرجة حتى لو لم يقدم بحثا رسميا أو طلبا للالتحاق بتلك الجامعة لنيل الدرجة، مثل الدكتوراة الفخرية.

## استخدامات الكلمة فياللغة العربية

### استخدامات في العبارات
- «يشرفني» (القيام بشئ أو التعامل مع شخص ما) - أي يعزني ويكرمني.
- أن يكون حدثاً ما «على شرف» فلان أي أنه ضيف رفيع المستوى والمكانة، يضيف بوجوده للحدث.
- «القتال بشرف» في المعارك أو المواجهات، أي أن تكون المعركة متكافئة وبدون ألاعيب خادعة.
- «الموت بشرف» أي أن يموت الفرد مدافعا عن دينه أووطنه أوعرضه أو عن قضية يؤمن بها أو حتى نفسه بدون أن يهرب أو يجبن، حتى وإن كانت المعركة في غير صالحه.

### أسماء
لدى العرب بعض الأسماء المشتقة من الشرف، مثل شرف، شرف الدين، شريف، أشرف، مشرف، مُشَرَّفة.